# Symbols (album)
Albums de Symbols
Call to the End
(2000)
Symbols est le premier album du groupe brésilien de heavy metal Symbols.

## Liste des morceaux
1. "Scream of People" – 4:50
2. "What Can I Do?" – 5:08
3. "Hard Feelings" – 3:51
4. "Save My Soul" – 3:20
5. "Like Mars" – 4:02
6. "Love Through the Night" – 4:52
7. "Rest in Paradise" – 8:24
8. "You" – 4:29
9. "Eyes in Flames" (Bonus track) – 4:47
10. "The Traveler" (Bonus track) – 4:01

## Formation
- Edu Falaschi (en) (chant)
- Rodrigo Arjonas (guitare)
- Demian Tiguez (guitare)
- Marcello Panzardi (claviers)
- Tito Falaschi (basse, chant)
- Rodrigo Mello (batterie)